# Bauhinia poiteauana
Bauhinia poiteauana är en ärtväxtart som beskrevs av Julius Rudolph Theodor Vogel. Bauhinia poiteauana ingår i släktet Bauhinia och familjen ärtväxter. Inga underarter finns listade i Catalogue of Life.